# Super League 2006-2007
La Super League 2006-2007, edizione 2006-2007 del campionato di calcio svizzero (Axpo Super League), vide la vittoria finale dello Zurigo.

## Squadre partecipanti
| Club         | Stagione | Città     | Stadio                     | Stagione precedente          |
| ------------ | -------- | --------- | -------------------------- | ---------------------------- |
| Aarau        | dettagli | Aarau     | Stadion Brügglifeld        | 7º posto in Super League     |
| Basilea      | dettagli | Basilea   | St. Jakob-Park             | 2º posto in Super League     |
| Grasshoppers | dettagli | Zurigo    | Hardturm                   | 4º posto in Super League     |
| Lucerna      | dettagli | Lucerna   | Stadion Allmend            | 1º posto in Challenge League |
| San Gallo    | dettagli | San Gallo | Stadio Espenmoos           | 6º posto in Super League     |
| Sciaffusa    | dettagli | Sciaffusa | Stadion Breite             | 8º posto in Super League     |
| Sion         | dettagli | Sion      | Stade Tourbillon           | 2º posto in Challenge League |
| Thun         | dettagli | Thun      | Stadion Lachen             | 5º posto in Super League     |
| Young Boys   | dettagli | Berna     | Stade de Suisse            | 3º posto in Super League     |
| Zurigo       | dettagli | Zurigo    | Hardturm Stadio Letzigrund | Campione di Svizzera         |

## Allenatori e primatisti
| Squadra      | Allenatore | Giocatore più presente (tra parentesi il numero delle presenze) | Capocannoniere (tra parentesi il numero dei gol segnati) |
| ------------ | --- | --------------------------------------------------------------- | -------------------------------------------------------- |
| Aarau        | Urs Schönenberger (1ª-13ª) Ruedi Zahner (14ª-18ª) Ryszard Komornicki (19ª-33ª) Gilbert Gress (34ª-36ª)                                  | Goran Antić (34)                                                | Goran Antić (8)                                          |
| Basilea      | Christian Gross | Scott Chipperfield (36)                                         | Mladen Petrić (19)                                       |
| Grasshoppers | Krasimir Balăkov (1ª-35ª) Carlos Bernegger (36ª)                                                                                        | Michel Renggli (35) Fabio Coltorti (35)                         | Antônio Carlos dos Santos (9)                            |
| Lucerna      | Ciriaco Sforza | David Zibung (35)                                               | Jean-Michel Tchouga (11)                                 |
| San Gallo    | Rolf Fringer | David Marazzi (36)                                              | Francisco Aguirre (16)                                   |
| Sciaffusa    | Jürgen Seeberger (1ª-24ª) Wolfgang Stolpa (25ª) Marco Schällibaum (26ª-36ª)                                                             | Marcel Herzog (36)                                              | Francisco Neri (6)                                       |
| Sion         | Néstor Clausen (1ª-9ª) Frédéric Chassot (10ª-13ª) Marco Schällibaum (14ª-15ª) Pierre-Albert Chapuisat (16ª-20ª) Alberto Bigon (21ª-36ª) | Germano Vailati (36)                                            | Álvaro Saborío (14)                                      |
| Thun         | Heinz Peischl (1ª-22ª) Jeff Saibene (23ª-36ª)                                                                                           | Armand Deumi (33)                                               | Milaim Rama (5)                                          |
| Young Boys   | Gernot Rohr (1ª-8ª) Erminio Piserchia (9ª) Martin Andermatt (10ª-36ª)                                                                   | Mario Raimondi (35)                                             | Hakan Yakın (10) Thomas Häberli (10)                     |
| Zurigo       | Lucien Favre | Johnny Leoni (36)                                               | Raffael (14)                                             |

## Classifica finale
|  | Pos. | Squadra      | Pt | G  | V  | N  | P  | GF | GS | DR  |
|  | ---- | ------------ | -- | -- | -- | -- | -- | -- | -- | --- |
|  | 1.   | Zurigo       | 75 | 36 | 23 | 6  | 7  | 67 | 32 | +35 |
|  | 2.   | Basilea      | 74 | 36 | 22 | 8  | 6  | 77 | 40 | +37 |
|  | 3.   | Sion         | 60 | 36 | 17 | 9  | 10 | 57 | 42 | +15 |
|  | 4.   | Young Boys   | 59 | 36 | 17 | 8  | 11 | 52 | 42 | +10 |
|  | 5.   | San Gallo    | 55 | 36 | 14 | 13 | 9  | 47 | 44 | +3  |
|  | 6.   | Grasshoppers | 50 | 36 | 13 | 11 | 12 | 54 | 41 | +13 |
|  | 7.   | Thun         | 37 | 36 | 10 | 7  | 19 | 30 | 58 | -28 |
|  | 8.   | Lucerna      | 33 | 36 | 8  | 9  | 19 | 31 | 58 | -27 |
|  | 9.   | Aarau        | 26 | 36 | 6  | 8  | 22 | 28 | 55 | -27 |
|  | 10.  | Sciaffusa    | 25 | 36 | 4  | 13 | 19 | 27 | 58 | -31 |

Legenda:
      Campione di Svizzera e ammessa alla UEFA Champions League 2007-2008.
      Ammessa alla Coppa UEFA 2007-2008.
      Ammessa all'Coppa Intertoto UEFA 2007.
 Disputa lo spareggio salvezza-promozione.
      Retrocessa in Challenge League 2007-2008.
Regolamento:
Tre punti a vittoria, uno a pareggio, zero a sconfitta.
In caso di arrivo di due o più squadre a pari punti, la graduatoria finale verrà stilata secondo la classifica avulsa tra le squadre interessate che prevede, in ordine, i seguenti criteri:
- Punti negli scontri diretti
- Differenza reti negli scontri diretti
- Differenza reti generale
- Reti realizzate in generale
- Sorteggio

## Risultati

### Prima fase
|              | AAR  | BAS  | GRA  | LUC  | SAN  | SCI  | SIO  | THU  | YOU  | ZUR  |
| ------------ | ---- | ---- | ---- | ---- | ---- | ---- | ---- | ---- | ---- | ---- |
| Aarau        | –––– | 2-3  | 1-0  | 0-1  | 4-0  | 1-0  | 1-3  | 1-1  | 0-1  | 0-4  |
| Basilea      | 3-1  | –––– | 2-3  | 3-0  | 2-1  | 3-0  | 3-1  | 4-1  | 2-2  | 2-1  |
| Grasshoppers | 3-1  | 1-2  | –––– | 2-0  | 4-1  | 5-0  | 0-0  | 4-1  | 1-2  | 0-1  |
| Lucerna      | 2-1  | 2-0  | 0-1  | –––– | 0-1  | 1-1  | 1-1  | 2-1  | 3-1  | 0-3  |
| San Gallo    | 1-0  | 3-2  | 0-0  | 1-0  | –––– | 3-1  | 5-1  | 1-2  | 2-1  | 3-1  |
| Sciaffusa    | 0-1  | 4-2  | 3-3  | 1-1  | 1-1  | –––– | 1-3  | 0-0  | 1-0  | 0-2  |
| Sion         | 2-1  | 4-2  | 2-2  | 3-2  | 4-0  | 2-2  | –––– | 3-0  | 1-0  | 2-2  |
| Thun         | 2-1  | 1-1  | 0-1  | 1-1  | 0-2  | 1-0  | 0-1  | –––– | 0-0  | 0-2  |
| Young Boys   | 2-1  | 1-1  | 1-3  | 3-2  | 3-0  | 3-2  | 2-1  | 5-0  | –––– | 2-0  |
| Zurigo       | 3-0  | 3-2  | 2-1  | 2-1  | 2-1  | 0-1  | 2-1  | 5-0  | 3-1  | –––– |

### Seconda fase
|              | AAR  | BAS  | GRA  | LUC  | SAN  | SCI  | SIO  | THU  | YOU  | ZUR  |
| ------------ | ---- | ---- | ---- | ---- | ---- | ---- | ---- | ---- | ---- | ---- |
| Aarau        | –––– | 0-1  | 0-0  | 4-1  | 1-1  | 3-2  | 0-2  | 0-0  | 1-1  | 0-3  |
| Basilea      | 2-0  | –––– | 3-0  | 1-0  | 3-3  | 0-0  | 2-0  | 4-1  | 2-0  | 4-2  |
| Grasshoppers | 1-0  | 1-5  | –––– | 5-0  | 1-1  | 1-2  | 0-0  | 0-3  | 1-2  | 0-0  |
| Lucerna      | 1-0  | 0-3  | 1-6  | –––– | 1-1  | 0-0  | 2-0  | 1-2  | 1-1  | 2-0  |
| San Gallo    | 1-0  | 0-0  | 0-0  | 0-0  | –––– | 1-1  | 0-3  | 2-0  | 1-1  | 2-2  |
| Sciaffusa    | 0-2  | 2-2  | 1-1  | 0-0  | 0-1  | –––– | 0-1  | 1-2  | 0-1  | 0-4  |
| Sion         | 1-1  | 0-0  | 1-1  | 2-0  | 0-2  | 3-0  | –––– | 2-1  | 2-0  | 1-2  |
| Thun         | 1-0  | 0-2  | 0-2  | 2-1  | 3-1  | 2-0  | 1-3  | –––– | 0-1  | 0-1  |
| Young Boys   | 1-1  | 0-3  | 1-0  | 3-1  | 1-1  | 2-0  | 2-0  | 3-1  | –––– | 2-3  |
| Zurigo       | 2-2  | 0-1  | 2-0  | 2-0  | 0-0  | 0-0  | 2-1  | 0-0  | 1-0  | –––– |

## Spareggio promozione-retrocessione
Allo spareggio sono ammesse la nona classificata in Super League e la seconda classificata in Challenge League.
|            | Risultati |            | Luogo e data               |
| ---------- | --------- | ---------- | -------------------------- |
| Bellinzona | 1 - 2     | Aarau      | Bellinzona, 30 maggio 2007 |
| Aarau      | 3 - 1     | Bellinzona | Aarau, 3 giugno 2007       |
|            |           |            |                            |

## Statistiche

### Squadre

#### Capoliste solitarie
|        | ——     | ——     | ——     | ——     | ——     | ——   | ——   | —— | ——  | ——   | ——           | ——           | ——           | ——     | ——     | ——     | ——     | ——     | ——     | ——     | ——     | ——     | ——     | ——     | ——     | ——     | ——     | ——     | ——     | ——     | ——     | ——     | ——     | ——     | ——     | —— |  |
| Zurigo | Zurigo | Zurigo | Zurigo | Zurigo | Zurigo | Sion | Sion |    | SG  | Zur. | Grasshoppers | Grasshoppers | Grasshoppers | Zurigo | Zurigo | Zurigo | Zurigo | Zurigo | Zurigo | Zurigo | Zurigo | Zurigo | Zurigo | Zurigo | Zurigo | Zurigo | Zurigo | Zurigo | Zurigo | Zurigo | Zurigo | Zurigo | Zurigo | Zurigo | Zurigo |    |  |
|        |        |        |        |        |        |      |      |    |     |      |              |              |              |        |        |        |        |        |        |        |        |        |        |        |        |        |        |        |        |        |        |        |        |        |        |    |  |
|        |        |        |        |        |        |      |      |    |     |      |              |              |              |        |        |        |        |        |        |        |        |        |        |        |        |        |        |        |        |        |        |        |        |        |        |    |  |
| 1ª     | 2ª     | 3ª     | 4ª     | 5ª     | 6ª     | 7ª   | 8ª   | 9ª | 10ª | 11ª  | 12ª          | 13ª          | 14ª          | 15ª    | 16ª    | 17ª    | 18ª    | 19ª    | 20ª    | 21ª    | 22ª    | 23ª    | 24ª    | 25ª    | 26ª    | 27ª    | 28ª    | 29ª    | 30ª    | 31ª    | 32ª    | 33ª    | 34ª    | 35ª    | 36ª    |    |  |

#### Classifica in divenire
|              | 1ª | 2ª | 3ª | 4ª | 5ª | 6ª | 7ª | 8ª | 9ª | 10ª | 11ª | 12ª | 13ª | 14ª | 15ª | 16ª | 17ª | 18ª | 19ª | 20ª | 21ª | 22ª | 23ª | 24ª | 25ª | 26ª | 27ª | 28ª | 29ª | 30ª | 31ª | 32ª | 33ª | 34ª | 35ª | 36ª |
| ------------ | -- | -- | -- | -- | -- | -- | -- | -- | -- | --- | --- | --- | --- | --- | --- | --- | --- | --- | --- | --- | --- | --- | --- | --- | --- | --- | --- | --- | --- | --- | --- | --- | --- | --- | --- | --- |
| Young Boys   | 1  | 2  | 5  | 5  | 8  | 11 | 11 | 11 | 11 | 12  | 15  | 15  | 18  | 18  | 21  | 24  | 27  | 30  | 30  | 30  | 33  | 36  | 37  | 38  | 41  | 44  | 45  | 46  | 49  | 52  | 53  | 56  | 56  | 59  | 59  | 59  |
| Aarau        | 1  | 1  | 1  | 1  | 4  | 4  | 4  | 4  | 4  | 4   | 4   | 4   | 4   | 7   | 7   | 10  | 10  | 10  | 10  | 13  | 13  | 14  | 15  | 15  | 16  | 19  | 20  | 21  | 21  | 21  | 21  | 21  | 21  | 22  | 25  | 26  |
| Basilea      | 1  | 4  | 4  | 4  | 7  | 7  | 10 | 10 | 13 | 14  | 14  | 17  | 20  | 21  | 24  | 24  | 27  | 30  | 33  | 36  | 37  | 40  | 41  | 44  | 47  | 50  | 51  | 52  | 55  | 58  | 61  | 62  | 65  | 68  | 71  | 74  |
| Lucerna      | 0  | 0  | 0  | 3  | 3  | 4  | 4  | 7  | 8  | 8   | 9   | 12  | 15  | 15  | 16  | 16  | 16  | 19  | 22  | 22  | 25  | 26  | 27  | 27  | 28  | 28  | 28  | 28  | 31  | 32  | 32  | 32  | 33  | 33  | 33  | 33  |
| Sciaffusa    | 1  | 1  | 1  | 1  | 1  | 2  | 5  | 5  | 5  | 5   | 8   | 11  | 12  | 12  | 13  | 13  | 14  | 15  | 15  | 15  | 15  | 15  | 16  | 16  | 17  | 17  | 20  | 21  | 21  | 22  | 22  | 23  | 24  | 25  | 25  | 25  |
| Sion         | 1  | 4  | 7  | 10 | 10 | 13 | 16 | 19 | 20 | 21  | 22  | 25  | 25  | 28  | 28  | 31  | 32  | 32  | 32  | 32  | 33  | 33  | 34  | 37  | 38  | 41  | 41  | 41  | 44  | 47  | 50  | 51  | 54  | 54  | 57  | 60  |
| San Gallo    | 1  | 2  | 5  | 5  | 8  | 11 | 14 | 17 | 20 | 23  | 23  | 23  | 26  | 26  | 26  | 29  | 32  | 32  | 35  | 38  | 41  | 42  | 42  | 43  | 43  | 44  | 45  | 46  | 47  | 48  | 49  | 52  | 53  | 54  | 54  | 55  |
| Thun         | 1  | 2  | 2  | 5  | 5  | 5  | 5  | 5  | 6  | 9   | 9   | 9   | 10  | 11  | 14  | 14  | 14  | 14  | 17  | 17  | 17  | 18  | 21  | 21  | 21  | 21  | 24  | 27  | 27  | 27  | 28  | 28  | 31  | 31  | 34  | 37  |
| Zurigo       | 3  | 6  | 9  | 12 | 12 | 15 | 15 | 18 | 19 | 22  | 25  | 25  | 25  | 28  | 31  | 34  | 37  | 40  | 41  | 44  | 44  | 47  | 48  | 51  | 54  | 54  | 57  | 60  | 60  | 61  | 62  | 65  | 66  | 69  | 72  | 75  |
| Grasshoppers | 1  | 2  | 5  | 8  | 11 | 11 | 14 | 17 | 20 | 21  | 24  | 27  | 27  | 30  | 30  | 30  | 30  | 31  | 32  | 35  | 38  | 38  | 39  | 42  | 42  | 43  | 43  | 44  | 45  | 45  | 48  | 49  | 49  | 50  | 50  | 50  |

#### Classifiche di rendimento

##### Rendimento andata-ritorno
| Andata       | Andata | Ritorno      | Ritorno |
|              |        |              |         |
| Zurigo       | 40     | Basilea      | 44      |
| Sion         | 32     | Zurigo       | 35      |
| San Gallo    | 32     | Young Boys   | 29      |
| Grasshoppers | 31     | Sion         | 28      |
| Basilea      | 30     | San Gallo    | 23      |
| Young Boys   | 30     | Thun         | 23      |
| Lucerna      | 19     | Grasshoppers | 19      |
| Sciaffusa    | 15     | Aarau        | 16      |
| Thun         | 14     | Lucerna      | 14      |
| Aarau        | 10     | Sciaffusa    | 10      |

##### Rendimento casa-trasferta
| Casa         | Casa | Trasferta    | Trasferta |
|              |      |              |           |
| Basilea      | 45   | Zurigo       | 33        |
| Zurigo       | 42   | Basilea      | 29        |
| Young Boys   | 39   | Grasshoppers | 25        |
| Sion         | 36   | Sion         | 24        |
| San Gallo    | 34   | San Gallo    | 21        |
| Lucerna      | 26   | Young Boys   | 20        |
| Grasshoppers | 25   | Thun         | 16        |
| Thun         | 21   | Sciaffusa    | 12        |
| Aarau        | 17   | Aarau        | 9         |
| Sciaffusa    | 13   | Lucerna      | 7         |

#### Primati stagionali
Squadre
- Maggior numero di vittorie: Zurigo (23)
- Maggior numero di pareggi: San Gallo, Sciaffusa (13)
- Maggior numero di sconfitte: Aarau (22)
- Minor numero di vittorie: Sciaffusa (4)
- Minor numero di pareggi: Zurigo (6)
- Minor numero di sconfitte: Basilea (6)
- Miglior attacco: Basilea (77 gol fatti)
- Peggior attacco: Sciaffusa (27 gol fatti)
- Miglior difesa: Zurigo (32 gol subiti)
- Peggior difesa: Lucerna, Thun, Sciaffusa (58 gol subiti)
- Miglior differenza reti: Basilea (+37)
- Peggior differenza reti: Sciaffusa (-31)
- Miglior serie positiva: Basilea (20, 17ª-36ª)
- Peggior serie negativa: Aarau (8, 6ª-13ª)
- Maggior numero di vittorie consecutive: San Gallo (6, 5ª-10ª)

Partite
- Più gol (7):

Lucerna-Grasshoppers 1-6, 5 maggio 2007
- Maggior scarto di gol (5): Grasshoppers-Lucerna 5-0, Young Boys-Thun 5-0, Grasshoppers-Sciaffusa 5-0, Zurigo-Thun 5-0
- Maggior numero di reti in una giornata: 22 gol nella 11ª giornata
- Minor numero di reti in una giornata: 7 gol nella 34ª giornata
- Maggior numero di espulsioni in una giornata: 5 in 6ª giornata

### Individuali

#### Classifica marcatori
| Gol | Rigori |  | Giocatore                 | Squadra      |
| --- | ------ |  | ------------------------- | ------------ |
| 19  | 1      |  | Mladen Petrić             | Basilea      |
| 16  | 2      |  | Francisco Aguirre         | San Gallo    |
| 14  | 1      |  | Raffael                   | Zurigo       |
| 14  | 1      |  | Álvaro Saborío            | Sion         |
| 14  | 0      |  | Alex Tachie-Mensah        | San Gallo    |
| 12  | 3      |  | Sanel Kuljić              | Sion         |
| 11  | 0      |  | Ivan Rakitić              | Basilea      |
| 11  | 0      |  | Jean-Michel Tchouga       | Lucerna      |
| 10  | 0      |  | Thomas Häberli            | Young Boys   |
| 10  | 2      |  | Hakan Yakın               | Young Boys   |
| 9   | 3      |  | Antônio Carlos dos Santos | Grasshoppers |
| 9   | 0      |  | Xavier Margairaz          | Zurigo       |
| 9   | 0      |  | Goran Obradović           | Sion         |
| 8   | 1      |  | Ailton                    | Grasshoppers |
| 8   | 0      |  | Goran Antić               | Aarau        |
| 8   | 0      |  | Carlitos                  | Sion         |
| 8   | 5      |  | Daniel Majstorović        | Basilea      |
| 8   | 0      |  | Sreto Ristić              | Grasshoppers |

#### Media spettatori
| Club         | Pos. | Media  | Totale  | Abbonamenti |
| ------------ | ---- | ------ | ------- | ----------- |
| Basilea      | 1    | 20 144 | 362 594 |             |
| Young Boys   | 2    | 15 517 | 279 310 |             |
| Sion         | 3    | 12 349 | 222 275 |             |
| Zurigo       | 4    | 10 871 | 195 674 |             |
| San Gallo    | 5    | 9 939  | 178 900 |             |
| Lucerna      | 6    | 7 733  | 139 189 |             |
| Grasshoppers | 7    | 7 137  | 128 466 |             |
| Aarau        | 8    | 5 400  | 97 200  |             |
| Thun         | 9    | 5 159  | 92 870  |             |
| Sciaffusa    | 10   | 3 146  | 56 623  |             |

#### Arbitri
- Massimo Busacca (18)
- Carlo Bertolini (17)
- Claudio Circhetta (17)
- Jérôme Laperrière (15)
- René Rogalla (15)
- Guido Wildhaber (14)
- Nicole Petignat (13)
- Sascha Kever (12)
- Bruno Grossen (11)
- Daniel Wermelinger (11)

- Cyril Zimmermann (11)
- Stéphan Studer (9)
- Reto Rutz (7)
- Martin Salm (6)
- Dietmar Drabek (1)
- Thomas Gangl (1)
- Gerhard Grobelnik (1)
- Thomas Steiner (1)